# Hemiserica armipes
Hemiserica armipes är en skalbaggsart som beskrevs av Gilbert John Arrow 1945. Hemiserica armipes ingår i släktet Hemiserica och familjen Melolonthidae. Inga underarter finns listade i Catalogue of Life.